# Asia Rugby U19 Division 1
El Asia Rugby U19 Division 1 es una competencia juvenil del deporte para jugadores de hasta 19 años (M19).

## Reseña
Se trata de un torneo en el que participan hasta 4 selecciones de federaciones afiliadas a Asia Rugby y es el de 2ª categoría por debajo del Asia Rugby U19 Top Division. Comenzó a disputarse en el 2013, y se juega anualmente, salvo en el 2015 que no se celebró.
El sistema de disputa es el de todos contra todos a una sola ronda en una ciudad elegida como sede. La selección ganadora tiene derecho a disputar la primera división asiática del siguiente año.

## Últimos campeonatos
| Edición | Sede      | Campeón       | 2º puesto     | 3º puesto | 4º puesto |
| ------- | --------- | ------------- | ------------- | --------- | --------- |
| 2013    | Kaohsiung | Sri Lanka     | Singapur      | Tailandia |           |
| 2014    | Manila    | Singapur      | Tailandia     | Malasia   | Filipinas |
| 2016    | Manila    | Corea del Sur | EAU           | Singapur  | Filipinas |
| 2017    | Manila    | EAU           | Corea del Sur | Malasia   | Filipinas |
| 2018    | Bangkok   | Singapur      | Tailandia     | Filipinas | China     |
| 2019    | Chongqing | Sri Lanka     | Filipinas     | Tailandia | China     |

## Posiciones
Número de veces que las selecciones ocuparon cada posición desde la edición del 2013.
| Equipo                 | Campeón | 2º puesto | 3º puesto | 4º puesto |
| ---------------------- | ------- | --------- | --------- | --------- |
| Sri Lanka              | 2       |           |           |           |
| Singapur               | 2       | 1         | 1         |           |
| Corea del Sur          | 1       | 1         |           |           |
| Emiratos Árabes Unidos | 1       | 1         |           |           |
| Tailandia              |         | 2         | 2         |           |
| Filipinas              |         | 1         | 1         | 3         |
| Malasia                |         |           | 2         |           |
| China                  |         |           |           | 2         |